# Ometz (parti politique)
L'Ometz (hébreu : אומץ, Courage), initialement Rafi-Liste nationale (hébreu : רפ"י – רשימה ממלכתית, Rafi – Reshima Mamlakhtit) puis Liste nationale (hébreu : רשימה ממלכתית, Reshima Mamlakhtit), était un petit parti de la droite israélienne, ayant existé brièvement en 1981, puis de 1983 à 1988. Bien qu'il y soit lié, il est considéré comme une entité distincte de la Liste nationale des années 1970, fondée par David Ben Gourion.

## Histoire
Le Rafi-Liste nationale fut créée lorsqu'en janvier 1981 trois membres de la Knesset, Yigal Hurvitz, Zalman Shoval (tous deux anciens membres de la Liste nationale) et Yitzhak Peretz, quittèrent le Likoud lors de la neuvième session de la Knesset. Cependant, trois mois plus tard, Yigal Hurvitz et Zalman Shoval quittèrent la nouvelle entité pour rejoindre le Telem, et le parti fut renommé Liste national. Le projet échoua quand Yitzhak Peretz rejoint le Likoud en juin, peu avant les élections législatives de 1981.
Le parti fut recréé sous le nom de Rafi-Liste nationale par Yigal Hurvitz en 1983 durant les élections législatives de 1981 après que le Telem se fut scindé (la nouvelle entité étant le Mouvement pour un renouveau du sionisme social). Le parti fut renommé en Ometz avant les élections législatives de 1984.
Ces élections virent le parti obtenir un seul siège, attribué à Yigal Hurvitz. Malgré sa taille réduite, le parti fut convoqué dans le Gouvernement d'union nationale de Shimon Peres et Yitzhak Shamir au côté du Parti national religieux, de l'Agoudat Israel, du Shas, de la Morasha, et du Shinui.
Le 27 août 1988, le parti fusionna dans le Likoud et cessa d'exister.

## Membres du parti élus à la Knesset
| Knesset (nombre d'élus)      | Membres                                                  |
| ---------------------------- | -------------------------------------------------------- |
| 9e, élections de 1977 (3 –2) | Yitzhak Peretz – Yigal Hurvitz, Zalman Shoval (au Telem) |
| 10e, élections de 1981 (1)   | Yigal Hurvitz                                            |
| 11e, élections de 1984 (1)   | Yigal Hurvitz                                            |

## Référence
- (en) Cet article est partiellement ou en totalité issu de l’article de Wikipédia en anglais intitulé « Ometz (political party) » (voir la liste des auteurs).